# Спіровська
Спі́ровська (рос. Спировская) — присілок у складі Кічменгсько-Городецького району Вологодської області, Росія. Входить до складу Городецького сільського поселення.

## Населення
Населення — 6 осіб (2010; 21 у 2002).
Національний склад (станом на 2002 рік):
- росіяни — 95 %